# Eucriotettix aequalis
Eucriotettix aequalis is een rechtvleugelig insect uit de familie doornsprinkhanen (Tetrigidae). De wetenschappelijke naam van deze soort is voor het eerst geldig gepubliceerd in 1912 door Hancock.